# Bambos Charalambous
Charalambos "Bambos" Charalambous (né le 2 décembre 1967) est un homme politique du parti travailliste britannique. Il est député d'Enfield Southgate depuis 2017.

## Jeunesse
Charalambous grandit à Bowes Park, Enfield. Ses parents viennent de Kalo Chorio et Fasoulla, tous deux près de Limassol, à Chypre,. Il fait ses études à la Tottenhall Infants School, à la St Michael-at-Bowes Junior School (où il est maintenant directeur d'école), à la Chace Boys Comprehensive School, et à Tottenham College et ensuite Liverpool Polytechnic (maintenant Liverpool John Moores University). Il étudie pour obtenir un diplôme en droit et est élu vice-président de l'Union des étudiants en 1990.

## Carrière
Charalambous est avocat, et travaille pour Hackney Council dans leur équipe de litige en matière de logement.
Charalambous est membre du Conseil d'Enfield pour le quartier Palmers Green pendant 24 ans. Il est également membre associé du cabinet chargé des loisirs, de la culture, des affaires locales et des jeunes.

## Carrière parlementaire
Charalambous est le candidat officiel du Parti travailliste pour Epping Forest en 2005, perdant face à Eleanor Laing, la ministre de l'ombre pour les femmes et les égalités. Il se présente à Enfield Southgate en 2010 et 2015, avant d'être élu en 2017, battant David Burrowes qui est député de cette circonscription depuis 2005.
En janvier 2018, il est nommé secrétaire privé parlementaire (SPP) de Rebecca Long Bailey, secrétaire d'État fictive chargée des affaires, de l'énergie et de la stratégie industrielle. En décembre 2018, il est nommé whip de l'opposition (travailliste).
En janvier 2020, Charalambous est nommé ministre de la Justice fantôme. En avril 2020, Charalambous est nommé ministre de l'Intérieur fantôme pour la réduction de la criminalité et les tribunaux.